# Massacre d'Omaria
Le massacre d'Omaria a lieu le 23 avril 1997 dans le village d'Omaria ou El Omaria, près de Médéa, au sud d'Alger.
Armés de couteaux, de sabres et d'armes à feu, un groupe armé tue 42 personnes (22 hommes, 17 femmes et 3 jeunes enfants) en trois heures, mutilant parfois les corps. Cela a lieu le lendemain du massacre de Haouch Khemisti. Un précédent massacre avait eu lieu à Omaria le 22 janvier 1997, au cours duquel 23 personnes avaient été tuées.